# Liste der Stolpersteine in Uslar
Die Liste der Stolpersteine in Uslar enthält alle Stolpersteine, die im Rahmen des gleichnamigen Projekts von Gunter Demnig in Uslar verlegt wurden. Mit ihnen soll Opfern des Nationalsozialismus gedacht werden, die in Uslar lebten und wirkten.

## Verlegte Stolpersteine
| Adresse                          | Verlege- datum | Person, Inschrift                                                                         | Bild                                          | Anmerkung |
| -------------------------------- | -------------- | ----------------------------------------------------------------------------------------- | --------------------------------------------- | --------- |
| Braustraße 12                    | 23. Jan. 2008  | Hier wohnte Hugo Winkler Jg. 1890 gedemütigt misshandelt von SA überlebt                  | Stolperstein für Hugo Winkler                 |           |
| Bürgermeister-Schönitz-Straße 17 | 23. Jan. 2008  | Hier wohnte Robert Thiel Jg. 1907 entrechtet/gedemütigt Zwangsarbeit 1938–1945 überlebt   | Stolperstein für Robert Thiel                 |           |
| Goethestraße 16                  | 23. Jan. 2008  | Hier wohnte Otto Kreikemeier Jg. 1908 verhaftet 1938 KZ Moringen überlebt                 | Stolperstein für Otto Kreikemeier             |           |
| Lange Straße 3                   | 23. Jan. 2008  | Hier wohnte Hugo Hammerschlag Jg. 1864 gedemütigt/entrechtet Flucht in den Tod 29.12.1938 | Stolperstein für Hugo Hammerschlag            |           |
| Lange Straße 17                  | 23. Jan. 2008  | Hier wohnte Jenni Peters geb. Dannenberg Jg. 1879 deportiert 1942 ermordet in Auschwitz   | Stolperstein für Jenni Peters geb. Dannenberg |           |
| Lange Straße 22                  | 23. Jan. 2008  | Hier wohnte Dr. Albert Kahlberg Jg. 1889 verhaftet 1938 Buchenwald überlebt               | Stolperstein für Dr. Albert Kahlberg          |           |
| Lange Straße 22                  | 23. Jan. 2008  | Hier wohnte Hans Kahlberg Jg. 1903 deportiert 1943 Auschwitz Mauthausen überlebt          | Stolperstein für Hans Kahlberg                |           |
| Lange Straße 24                  | 23. Jan. 2008  | Hier wohnte Gertrud Birnbaum Jg. 1897 von 1944-1945 in Uslar versteckt überlebt           | Stolperstein für Gertrud Birnbaum             |           |
| Lange Straße 32                  | 23. Jan. 2008  | Hier wohnte Berthold Freudenthal Jg. 1898 deportiert 1941 Riga ermordet                   | Stolperstein für Berthold Freudenthal         |           |
| Lange Straße 32                  | 23. Jan. 2008  | Hier wohnte Walter Freudenthal Jg. 1912 deportiert 1944 Auschwitz ermordet                | Stolperstein für Walter Freudenthal           |           |
| Lange Straße 32                  | 23. Jan. 2008  | Hier wohnte Willi Freudenthal Jg. 1884 deportiert 1941 Riga ermordet                      | Stolperstein für Willi Freudenthal            |           |
| Mauerstraße 1                    | 23. Jan. 2008  | Hier wohnte Sally Hohenberg Jg. 1890 gedemütigt/entrechtet Flucht in den Tod 1.2.1938     | Stolperstein für Sally Hohenberg              |           |
| Neustädter Platz 2               | 23. Jan. 2008  | Hier wohnte Else Katz geb. Meininger Jg. 1879 vor Deportation Flucht in den Tod 8.9.1941  | Stolperstein für Else Katz geb. Meininger     |           |